# Целиньская, Станислава
Станисла́ва Мари́я Целиньская-Мровец (пол. Stanisława Maria Celińska-Mrowiec) — польская актриса театра и кино, также актриса озвучивания.

## Биография
Станислава Целиньская родилась 29 апреля 1947 в Варшаве. Актёрское образование получила в Государственной высшей театральной школе в Варшаве, которую окончила в 1969 году. Дебютировала в театре в 1968. Актриса театров в Варшаве и в Познани.

## Избранная фильмография
актриса
- 1970 — Пейзаж после битвы / Krajobraz po bitwie — Нина
- 1970 — Дятел / Dzięcioł — озвучивание (голос Малгоси)
- 1973 — Дорога / Droga — Ядвига (только в 1-й серии)
- 1974 — Нет розы без огня / Nie ma róży bez ognia — Люся
- 1975 — Отель «Пацифик» / Zaklęte rewiry — Хеля
- 1975 — Ночи и дни / Noce i dnie — Агнешка Нехциц
- 1979 — Барышни из Вилько / Panny z Wilka — Зося
- 1981 — Любовь тебе всё простит / Miłość ci wszystko wybaczy — Анеля, подруга Ганки
- 1990 — Корчак / Korczak — продавщица
- 1990 — Торговец / Kramarz — Мария
- 1994 — Список греховодниц / Spis cudzołożnic — Иза Гусяречка
- 1995 — Дама с камелиями / Dama kameliowa — Жюли Дюпре
- 1996 — Девочка Никто / Panna Nikt — мать Марыси
- 1999 — Операция «Коза» / Operacja Koza — Кремпская, жена полковника
- 2000 — Первый миллион / Pierwszy milion — бухгалтер, продающая облигации
- 2000 — Жизнь как смертельная болезнь, передающаяся половым путём / Życie jako śmiertelna choroba przenoszona drogą płciową — фармацевт
- 2001 — Не в деньгах счастье / Pieniądze to nie wszystko — Аля
- 2001 — Одна июньская ночь / Noc czerwcowa — Кукулусия
- 2007 — Катынь / Katyń — Стася, домработница генерала
- 2011 — Варшавская битва. 1920 / 1920 Bitwa Warszawska — пани Здзися

польский дубляж
- Бешеные скачки, Вольт, Вокруг света за 80 дней, Деревенская жизнь, Младенец на прогулке, или Ползком от гангстеров, Оленёнок Рудольф, Оливер Твист, Повелитель страниц, Принцесса и лягушка, Русалочка, Русалочка 2: Возвращение в море, Тачки, Тачки 2, Том и Джерри